# Mont Idonmappu
Le mont Idonmappu (イドンナップ岳, Idonmappu-dake) est une montagne culminant à 1 752 m d'altitude dans les monts Hidaka de l'île de Hokkaidō au Japon.